# Nguyễn Thị Thu Cúc
Nguyễn Thị Thu Cúc (sinh 1962) là đại biểu Quốc hội Việt Nam khóa 12, thuộc đoàn đại biểu Thành phố Hồ Chí Minh.